# 一乗院 (さいたま市)
一乗院（いちじょういん）は、埼玉県さいたま市南区にある真言宗智山派の寺院。

## 歴史
創建年代は不明である。ただ天正年間（1573年 - 1592年）には既に存在していたとされる。
元々は荒川のほとりに位置していたが、堤防を築くために現在地に移転した。
当院の本堂は、最近になり改築されたものであるが、欄間には旧本堂にあった龍の彫刻がはめ込まれている。島村俊表の作である。幕末期に製作された。

## 文化財
- 紙本着色三千仏図（さいたま市指定有形文化財 昭和46年3月31日指定）[3]
- 密教法具（さいたま市指定有形文化財 昭和62年3月31日指定）[4]
- 絹本著色両界曼荼羅図（さいたま市指定有形文化財 平成7年2月20日指定）[5]
- 一乗院仁王門（さいたま市指定有形文化財 平成13年2月27日指定）[6]

## 交通アクセス
- 武蔵浦和駅より徒歩22分。